# 2024年世界水泳選手権アンドラ選手団
2024年世界水泳選手権アンドラ選手団は、2024年2月2日から2月18日までカタールのドーハで開催された第21回世界水泳選手権のアンドラ選手団、およびその競技結果。

## 選手団
- 人員: 選手 3人

## 選手名簿・結果
| 選手                   | 種目           | 予選      | 予選 | 準決勝   | 準決勝   | 決勝     | 決勝     |
| 選手                   | 種目           | 結果      | 順位 | 結果     | 順位     | 結果     | 順位     |
| ---------------------- | -------------- | --------- | ---- | -------- | -------- | -------- | -------- |
| ベルナト・ロメロ       | 男子50m自由形  | 23秒47    | 50位 | 予選敗退 | 予選敗退 | 予選敗退 | 予選敗退 |
| ベルナト・ロメロ       | 男子100m自由形 | 52秒53    | 68位 | 予選敗退 | 予選敗退 | 予選敗退 | 予選敗退 |
| パトリック・ペレグリナ | 男子50m平泳ぎ  | 28秒68    | 36位 | 予選敗退 | 予選敗退 | 予選敗退 | 予選敗退 |
| パトリック・ペレグリナ | 男子100m平泳ぎ | 1分03秒08 | 42位 | 予選敗退 | 予選敗退 | 予選敗退 | 予選敗退 |
| ナディア・トゥド       | 女子200m平泳ぎ | 2分37秒70 | 26位 | 予選敗退 | 予選敗退 | 予選敗退 | 予選敗退 |